# Iakovlivka, Rozdilna
Iakovlivka (în ucraineană Яковлівка) este un sat în comuna Stepanivka din raionul Rozdilna, regiunea Odesa, Ucraina.

## Demografie
Componența lingvistică a localității Iakovlivka
     Ucraineană (90,79%)
     Rusă (7,64%)
     Alte limbi (1,46%)
Conform recensământului din 2001, majoritatea populației localității Iakovlivka era vorbitoare de ucraineană (90,79%), existând în minoritate și vorbitori de rusă (7,64%).